# Central Cee/Diskografie
Diese Diskografie ist eine Übersicht über die musikalischen Werke des britischen Rappers Central Cee. Den Schallplattenauszeichnungen zufolge hat er bisher mehr als 18,5 Millionen Tonträger verkauft. Seine erfolgreichste Veröffentlichung ist die Single Sprinter mit über 4,2 Millionen verkauften Einheiten.

## Alben

### Studioalben
| Jahr | Titel Musiklabel                             | Höchstplatzierung, Gesamtwochen, AuszeichnungChartplatzierungen (Jahr, Titel, Musiklabel, Platzierungen, Wochen, Auszeichnungen, Anmerkungen) | Höchstplatzierung, Gesamtwochen, AuszeichnungChartplatzierungen (Jahr, Titel, Musiklabel, Platzierungen, Wochen, Auszeichnungen, Anmerkungen) | Höchstplatzierung, Gesamtwochen, AuszeichnungChartplatzierungen (Jahr, Titel, Musiklabel, Platzierungen, Wochen, Auszeichnungen, Anmerkungen) | Höchstplatzierung, Gesamtwochen, AuszeichnungChartplatzierungen (Jahr, Titel, Musiklabel, Platzierungen, Wochen, Auszeichnungen, Anmerkungen) | Höchstplatzierung, Gesamtwochen, AuszeichnungChartplatzierungen (Jahr, Titel, Musiklabel, Platzierungen, Wochen, Auszeichnungen, Anmerkungen) | Anmerkungen                                               |
| Jahr | Titel Musiklabel                             | DE | AT | CH | UK | US | Anmerkungen                                               |
| ---- | -------------------------------------------- | --- | --- | --- | --- | --- | --------------------------------------------------------- |
| 2025 | Can’t Rush Greatness Columbia Records (Sony) | DE1 (5 Wo.)DE | AT1 (7 Wo.)AT | CH1 (… Wo.)CH | UK1 Gold · (19 Wo.)UK | US9 (4 Wo.)US | Erstveröffentlichung: 24. Januar 2025 Verkäufe: + 100.000 |

### Mixtapes
| Jahr | Titel Musiklabel       | Höchstplatzierung, Gesamtwochen, AuszeichnungChartplatzierungen (Jahr, Titel, Musiklabel, Platzierungen, Wochen, Auszeichnungen, Anmerkungen) | Höchstplatzierung, Gesamtwochen, AuszeichnungChartplatzierungen (Jahr, Titel, Musiklabel, Platzierungen, Wochen, Auszeichnungen, Anmerkungen) | Höchstplatzierung, Gesamtwochen, AuszeichnungChartplatzierungen (Jahr, Titel, Musiklabel, Platzierungen, Wochen, Auszeichnungen, Anmerkungen) | Höchstplatzierung, Gesamtwochen, AuszeichnungChartplatzierungen (Jahr, Titel, Musiklabel, Platzierungen, Wochen, Auszeichnungen, Anmerkungen) | Höchstplatzierung, Gesamtwochen, AuszeichnungChartplatzierungen (Jahr, Titel, Musiklabel, Platzierungen, Wochen, Auszeichnungen, Anmerkungen) | Anmerkungen                                                |
| Jahr | Titel Musiklabel       | DE | AT | CH | UK | US | Anmerkungen                                                |
| ---- | ---------------------- | --- | --- | --- | --- | --- | ---------------------------------------------------------- |
| 2021 | Wild West Selbstverlag | — | — | — | UK2 Gold · (42 Wo.)UK | — | Erstveröffentlichung: 12. März 2021 Verkäufe: + 110.000    |
| 2022 | 23 Selbstverlag        | DE57 (1 Wo.)DE | AT22 (2 Wo.)AT | CH11 (4 Wo.)CH | UK1 Gold · (16 Wo.)UK | — | Erstveröffentlichung: 25. Februar 2022 Verkäufe: + 107.500 |

### EPs
| Jahr | Titel Musiklabel                                 | Höchstplatzierung, Gesamtwochen, AuszeichnungChartplatzierungen (Jahr, Titel, Musiklabel, Platzierungen, Wochen, Auszeichnungen, Anmerkungen) | Höchstplatzierung, Gesamtwochen, AuszeichnungChartplatzierungen (Jahr, Titel, Musiklabel, Platzierungen, Wochen, Auszeichnungen, Anmerkungen) | Höchstplatzierung, Gesamtwochen, AuszeichnungChartplatzierungen (Jahr, Titel, Musiklabel, Platzierungen, Wochen, Auszeichnungen, Anmerkungen) | Höchstplatzierung, Gesamtwochen, AuszeichnungChartplatzierungen (Jahr, Titel, Musiklabel, Platzierungen, Wochen, Auszeichnungen, Anmerkungen) | Höchstplatzierung, Gesamtwochen, AuszeichnungChartplatzierungen (Jahr, Titel, Musiklabel, Platzierungen, Wochen, Auszeichnungen, Anmerkungen) | Anmerkungen                                 |
| Jahr | Titel Musiklabel                                 | DE | AT | CH | UK | US | Anmerkungen                                 |
| ---- | ------------------------------------------------ | --- | --- | --- | --- | --- | ------------------------------------------- |
| 2017 | Nostalgia Selbstverlag                           | — | — | — | — | — | Erstveröffentlichung: 10. März 2017         |
| 2017 | 17 Selbstverlag                                  | — | — | — | — | — | Erstveröffentlichung: 14. Juni 2017         |
| 2017 | CS, Vol. 1 Selbstverlag                          | — | — | — | — | — | Erstveröffentlichung: 1. September 2017     |
| 2022 | No More Leaks Selbstverlag                       | — | — | — | — | — | Erstveröffentlichung: 14. Oktober 2022      |
| 2023 | Split Decision Live Yours • Neighbourhood (Hood) | — | AT56 (1 Wo.)AT | CH18 (6 Wo.)CH | — | — | Erstveröffentlichung: 4. Juni 2023 mit Dave |

## Singles

### Als Leadmusiker
| Jahr | Titel Album                            | Höchstplatzierung, Gesamtwochen, AuszeichnungChartplatzierungen (Jahr, Titel, Album, Platzierungen, Wochen, Auszeichnungen, Anmerkungen) | Höchstplatzierung, Gesamtwochen, AuszeichnungChartplatzierungen (Jahr, Titel, Album, Platzierungen, Wochen, Auszeichnungen, Anmerkungen) | Höchstplatzierung, Gesamtwochen, AuszeichnungChartplatzierungen (Jahr, Titel, Album, Platzierungen, Wochen, Auszeichnungen, Anmerkungen) | Höchstplatzierung, Gesamtwochen, AuszeichnungChartplatzierungen (Jahr, Titel, Album, Platzierungen, Wochen, Auszeichnungen, Anmerkungen) | Höchstplatzierung, Gesamtwochen, AuszeichnungChartplatzierungen (Jahr, Titel, Album, Platzierungen, Wochen, Auszeichnungen, Anmerkungen) | Anmerkungen |
| Jahr | Titel Album                            | DE | AT | CH | UK | US | Anmerkungen |
| --- | -------------------------------------- | --- | --- | --- | --- | --- | --- |
| 2017 | Over You CS, Vol. 1                    | — | — | — | — | — | Erstveröffentlichung: 30. Juli 2017 |
| 2018 | Running Man –                          | — | — | — | — | — | Erstveröffentlichung: 6. Oktober 2018 |
| 2018 | Wake Up (Yung Fume Remix) –            | — | — | — | — | — | Erstveröffentlichung: 5. November 2018 |
| 2019 | Transition –                           | — | — | — | — | — | Erstveröffentlichung: 1. April 2019 |
| 2019 | Back2Back –                            | — | — | — | — | — | Erstveröffentlichung: 27. Juni 2019 mit Kairo Keyz                                                                                            |
| 2019 | Jugg –                                 | — | — | — | — | — | Erstveröffentlichung: 25. August 2019 mit Bambino                                                                                             |
| 2020 | Day in the Life Wild West              | — | — | — | UK44 Gold · (5 Wo.)UK | — | Erstveröffentlichung: 15. Juni 2020 Verkäufe: + 615.000                                                                                       |
| 2020 | Molly –                                | — | — | — | — | — | Erstveröffentlichung: 27. Juli 2020 |
| 2020 | Loading… Wild West                     | — | AT— GoldAT | — | UK19 Platin · (20 Wo.)UK | — | Erstveröffentlichung: 22. Oktober 2020 Verkäufe: + 1.110.000                                                                                  |
| 2021 | Pinging (6 Figures) Wild West          | — | — | — | UK44 (2 Wo.)UK | — | Erstveröffentlichung: 14. Februar 2021 |
| 2021 | Commitment Issues Wild West            | — | — | — | UK9 Platin · (15 Wo.)UK | — | Erstveröffentlichung: 11. Februar 2021 Verkäufe: + 755.000                                                                                    |
| 2021 | 6 for 6 Wild West                      | — | — | — | UK16 Silber · (9 Wo.)UK | — | Erstveröffentlichung: 11. März 2021 Verkäufe: + 240.000                                                                                       |
| 2021 | Little Bit of This –                   | — | — | — | UK34 Silber · (11 Wo.)UK | — | Erstveröffentlichung: 15. Juli 2021 Verkäufe: + 200.000                                                                                       |
| 2021 | Obsessed with You 23                   | — | — | CH65 (5 Wo.)CH | UK4 Platin · (15 Wo.)UK | — | Erstveröffentlichung: 10. September 2021 Verkäufe: + 1.150.000                                                                                |
| 2021 | Daily Duppy! –                         | — | — | — | UK90 Silber · (1 Wo.)UK | — | Erstveröffentlichung: 26. Dezember 2021 Verkäufe: + 200.000; feat. GRM Daily                                                                  |
| 2022 | Retail Therapy 23                      | — | — | — | UK21 Silber · (11 Wo.)UK | — | Erstveröffentlichung: 6. Januar 2022 Verkäufe: + 200.000                                                                                      |
| 2022 | Cold Shoulder 23                       | — | — | — | UK25 (4 Wo.)UK | — | Erstveröffentlichung: 27. Januar 2022 |
| 2022 | Khabib 23                              | — | — | — | UK22 (5 Wo.)UK | — | Erstveröffentlichung: 10. Februar 2022 |
| 2022 | Eurovision 23                          | — | — | — | — | — | Erstveröffentlichung: 24. Februar 2022 Verkäufe: + 110.000; feat. A2 Anti, Ashe 22, Baby Gang, Beny Jr., Freeze Corleone, Morad & Rondodasosa |
| 2022 | Straight Back to It 23                 | — | — | — | UK25 (5 Wo.)UK | — | Erstveröffentlichung: 24. Februar 2022 |
| 2022 | Doja –                                 | DE19 (17 Wo.)DE | AT20 Platin · (15 Wo.)AT | CH3 Platin · (36 Wo.)CH | UK2 Platin · (19 Wo.)UK | US— PlatinUS | Erstveröffentlichung: 21. Juli 2022 Verkäufe: + 2.798.333                                                                                     |
| 2022 | LA Leakers Freestyle –                 | — | — | — | UK40 Silber · (6 Wo.)UK | — | Erstveröffentlichung: 9. September 2022 Verkäufe: + 200.000                                                                                   |
| 2022 | One Up No More Leaks                   | — | — | CH61 (1 Wo.)CH | UK17 Silber · (9 Wo.)UK | — | Erstveröffentlichung: 13. Oktober 2022 Verkäufe: + 200.000                                                                                    |
| 2022 | Let Go –                               | DE9 (16 Wo.)DE | AT9 Platin · (15 Wo.)AT | CH3 Platin · (21 Wo.)CH | UK6 Platin · (17 Wo.)UK | — | Erstveröffentlichung: 15. Dezember 2022 Verkäufe: + 1.453.333                                                                                 |
| 2023 | Me & You –                             | — | — | — | UK31 (4 Wo.)UK | — | Erstveröffentlichung: 9. Februar 2023 |
| 2023 | Sprinter Split Decision                | DE21 Gold · (20 Wo.)DE | AT5 (23 Wo.)AT | CH1 (38 Wo.)CH | UK1 ×3Dreifachplatin · (41 Wo.)UK | US— PlatinUS | Erstveröffentlichung: 1. Juni 2023 Verkäufe: + 4.270.000; mit Dave                                                                            |
| 2023 | On the Radar Freestyle –               | — | — | CH74 (1 Wo.)CH | UK26 (7 Wo.)UK | US80 (1 Wo.)US | Erstveröffentlichung: 21. Juli 2023 mit Drake                                                                                                 |
| 2023 | Entrapreneur –                         | — | — | — | UK36 (4 Wo.)UK | — | Erstveröffentlichung: 21. Dezember 2023 |
| 2024 | I Will –                               | — | — | CH72 (1 Wo.)CH | UK18 (4 Wo.)UK | — | Erstveröffentlichung: 22. Februar 2024 |
| 2024 | Band4Band Can’t Rush Greatness         | DE20 (11 Wo.)DE | AT14 (10 Wo.)AT | CH4 Gold · (15 Wo.)CH | UK3 Platin · (13 Wo.)UK | US18 Platin · (17 Wo.)US | Erstveröffentlichung: 23. Mai 2024 Verkäufe: + 2.084.000; feat. Lil Baby                                                                      |
| 2024 | Gen Z Luv Can’t Rush Greatness         | — | — | CH82 (2 Wo.)CH | UK34 (4 Wo.)UK | — | Erstveröffentlichung: 25. Juli 2024 |
| 2024 | Bolide noir –                          | — | — | CH53 (3 Wo.)CH | — | — | Erstveröffentlichung: 22. August 2024 Verkäufe: + 100.000; feat. JRK 19                                                                       |
| 2024 | Moi –                                  | — | — | CH58 (1 Wo.)CH | UK38 (3 Wo.)UK | — | Erstveröffentlichung: 5. September 2024 feat. Raye                                                                                            |
| 2024 | One by One –                           | — | — | — | UK69 (1 Wo.)UK | — | Erstveröffentlichung: 29. Oktober 2024 |
| 2025 | GBP Can’t Rush Greatness               | DE80 (2 Wo.)DE | AT63 (2 Wo.)AT | CH18 (4 Wo.)CH | UK6 (9 Wo.)UK | US81 (2 Wo.)US | Erstveröffentlichung: 16. Januar 2025 feat. 21 Savage                                                                                         |
| 2025 | Guilt Trippin –                        | — | — | — | UK47 (2 Wo.)UK | — | Erstveröffentlichung: 19. Juni 2025 feat. Sexyy Red                                                                                           |
| 2025 | Which One –                            | — | — | CH16 (… Wo.)CH | UK4 (… Wo.)UK | US23 (… Wo.)US | Erstveröffentlichung: 25. Juli 2025 mit Drake                                                                                                 |
| Folgende Lieder erschienen nicht als Single, wurden aber durch das Album zum Download und Streaming bereitgestellt und konnten somit eine Platzierung erlangen: |                                        | | | | | | |
| |                                        | | | | | | |
| 2022 | Chapters No More Leaks                 | — | — | — | UK69 (1 Wo.)UK | — | Erstveröffentlichung: 27. Oktober 2022 |
| 2023 | Trojan Horse Split Decision            | — | — | — | UK12 Silber · (9 Wo.)UK | — | Charteinstieg: 15. Juni 2023 Verkäufe: + 200.000; mit Dave                                                                                    |
| 2023 | UK Rap Split Decision                  | — | — | — | UK13 Silber · (9 Wo.)UK | — | Charteinstieg: 15. Juni 2023 Verkäufe: + 200.000; mit Dave                                                                                    |
| 2025 | CRG Can’t Rush Greatness               | — | — | CH37 (2 Wo.)CH | UK6 (9 Wo.)UK | — | Charteinstieg: 2. Februar 2025 feat. Dave |
| 2025 | Truth in the Lies Can’t Rush Greatness | — | — | CH52 (1 Wo.)CH | UK13 (5 Wo.)UK | — | Charteinstieg: 2. Februar 2025 feat. Lil Durk                                                                                                 |

### Als Gastmusiker
| Jahr | Titel Album                                             | Höchstplatzierung, Gesamtwochen, AuszeichnungChartplatzierungen (Jahr, Titel, Album, Platzierungen, Wochen, Auszeichnungen, Anmerkungen) | Höchstplatzierung, Gesamtwochen, AuszeichnungChartplatzierungen (Jahr, Titel, Album, Platzierungen, Wochen, Auszeichnungen, Anmerkungen) | Höchstplatzierung, Gesamtwochen, AuszeichnungChartplatzierungen (Jahr, Titel, Album, Platzierungen, Wochen, Auszeichnungen, Anmerkungen) | Höchstplatzierung, Gesamtwochen, AuszeichnungChartplatzierungen (Jahr, Titel, Album, Platzierungen, Wochen, Auszeichnungen, Anmerkungen) | Höchstplatzierung, Gesamtwochen, AuszeichnungChartplatzierungen (Jahr, Titel, Album, Platzierungen, Wochen, Auszeichnungen, Anmerkungen) | Anmerkungen |
| Jahr | Titel Album                                             | DE | AT | CH | UK | US | Anmerkungen |
| --- | ------------------------------------------------------- | --- | --- | --- | --- | --- | --- |
| 2016 | Spirit Bomb (Remix) –                                   | — | — | — | — | — | Erstveröffentlichung: 5. Februar 2016 AJ Tracey feat. Cadell, Capo Lee, Central Cee, Dave, Drifter, Merky ACE, PK, Skits & Trims |
| 2019 | Next Up – S2-E39 –                                      | — | — | — | — | — | Erstveröffentlichung: 21. Oktober 2019 Mixtape Madness feat. Central Cee                                                         |
| 2020 | Mad About Bars – S5-E12 –                               | — | — | — | — | — | Erstveröffentlichung: 16. August 2020 Mixtape Madness feat. Kenny Allstar & Central Cee                                          |
| 2021 | Movie –                                                 | — | — | — | — | — | Erstveröffentlichung: 26. Februar 2021 Rondodasosa feat. Central Cee & Nko                                                       |
| 2021 | The Great Escape City of God                            | — | — | — | UK62 (4 Wo.)UK | — | Erstveröffentlichung: 29. April 2021 Blanco feat. Central Cee                                                                    |
| 2021 | Meant to Be Stars Aligned                               | — | — | — | UK17 (5 Wo.)UK | — | Erstveröffentlichung: 27. Mai 2021 Stay Flee Get Lizzy feat. Central Cee & Fredo                                                 |
| 2021 | Bad Habits (Remix) –                                    | DE— aDE | AT— aAT | CH— aCH | UK— aUK | US— aUS | Erstveröffentlichung: 12. August 2021 Ed Sheeran feat. Central Cee, Fumez the Engineer & Tion Wayne                              |
| 2021 | Measure of a Man The King’s Man: The Beginning (O.S.T.) | — | — | — | — | — | Erstveröffentlichung: 18. November 2021 FKA Twigs feat. Central Cee                                                              |
| 2021 | Overseas Home Alone 2                                   | — | — | — | UK6 ×2Doppelplatin · (25 Wo.)UK | — | Erstveröffentlichung: 18. November 2021 Verkäufe: + 1.255.000; D-Block Europe feat. Central Cee                                  |
| 2022 | West Connect Majestic                                   | DE7 (6 Wo.)DE | AT6 (5 Wo.)AT | CH4 (6 Wo.)CH | — | — | Erstveröffentlichung: 28. September 2022 Luciano feat. Central Cee                                                               |
| 2022 | Don’t Like Drill Respect the Come Up                    | — | — | — | UK66 (1 Wo.)UK | — | Erstveröffentlichung: 18. November 2022 Meekz feat. Central Cee                                                                  |
| 2023 | Anthracite Vingt-deux                                   | — | — | CH91 (1 Wo.)CH | — | — | Erstveröffentlichung: 19. Januar 2023 Ashe 22 feat. Central Cee                                                                  |
| 2023 | Too Much The First Time                                 | DE80 (1 Wo.)DE | — | CH53 (1 Wo.)CH | UK10 (5 Wo.)UK | US44 (6 Wo.)US | Erstveröffentlichung: 19. Oktober 2023 Verkäufe: + 40.000; The Kid Laroi feat. Central Cee & Jungkook                            |
| 2023 | Nice to Meet You Heaven Knows                           | — | — | — | UK20 (3 Wo.)UK | — | Erstveröffentlichung: 10. November 2023 PinkPantheress feat. Central Cee                                                         |
| 2024 | Desacreditado Irrastreável                              | — | — | — | — | — | Erstveröffentlichung: 23. März 2024 L7nnon feat. Central Cee, Edubeatz, HHR & Papatinho                                          |
| 2024 | Wave Lungu Boy                                          | — | — | — | UK41 (3 Wo.)UK | — | Erstveröffentlichung: 20. Juni 2024 Verkäufe: + 100.000; Asake feat. Central Cee                                                 |
| 2024 | Did It First Y2K!                                       | DE87 (2 Wo.)DE | AT54 (2 Wo.)AT | CH43 (4 Wo.)CH | UK15 Silber · (9 Wo.)UK | US51 (5 Wo.)US | Erstveröffentlichung: 11. Juli 2024 Verkäufe: + 220.000; Ice Spice feat. Central Cee                                             |
| Folgende Lieder erschienen nicht als Single, wurden aber durch das Album zum Download und Streaming bereitgestellt und konnten somit eine Platzierung erlangen: |                                                         | | | | | | |
| |                                                         | | | | | | |
| 2023 | Eurostar NI                                             | — | — | CH23 (3 Wo.)CH | — | — | Charteinstieg: 9. Juli 2023 Verkäufe: + 333.333; Ninho feat. Central Cee                                                         |
| 2025 | Dilemma Rent’s Due                                      | — | — | — | UK39 (3 Wo.)UK | — | Charteinstieg: 10. April 2025 Nemzzz feat. Central Cee                                                                           |

## Musikvideos
| Jahr | Titel               | Regie                                          |
| ---- | ------------------- | ---------------------------------------------- |
| 2021 | 6 for 6             | Suave                                          |
| 2021 | Fraud               | Kunography                                     |
| 2021 | The Great Escape    |                                                |
| 2021 | Ruby                |                                                |
| 2021 | Little Bit of This  | Oakley Caesar-Su                               |
| 2021 | Obsessed with You   | KDC Visions                                    |
| 2021 | Overseas            | William Thomas                                 |
| 2021 | Measure of a Man    | Diana Kunst                                    |
| 2022 | Cold Shoulder       | Kunography                                     |
| 2022 | Khabib              | Kunography                                     |
| 2022 | Straight Back to It |                                                |
| 2022 | Eurovision          | William Thomas                                 |
| 2022 | Ungrateful          | Kunography                                     |
| 2022 | Doja                | Cole Bennett                                   |
| 2022 | One Up              |                                                |
| 2022 | Let Go              | Kunography                                     |
| 2023 | Sprinter            |                                                |
| 2023 | Too Much            | Ramez Silyan                                   |
| 2023 | Nice to Meet You    | Charlotte Rutherford                           |
| 2023 | Entrapreneur        |                                                |
| 2024 | I Will              |                                                |
| 2024 | CC Freestyle        |                                                |
| 2024 | Band4Band           | Wowa                                           |
| 2024 | Wave                | Edgar Esteves, Ahmed Ololade                   |
| 2024 | Did It First        | Edgar Esteves, Isis Gaston, Nikita Vilchinskii |
| 2024 | Bolide Noir         | Jerry Phd                                      |
| 2024 | Moi                 | DonProd                                        |
| 2025 | GBP                 | Cole Bennett                                   |

## Promoveröffentlichungen
Promo-Singles

| Jahr | Titel Album               | Höchstplatzierung, Gesamtwochen, AuszeichnungChartplatzierungen (Jahr, Titel, Album, Platzierungen, Wochen, Auszeichnungen, Anmerkungen) | Höchstplatzierung, Gesamtwochen, AuszeichnungChartplatzierungen (Jahr, Titel, Album, Platzierungen, Wochen, Auszeichnungen, Anmerkungen) | Höchstplatzierung, Gesamtwochen, AuszeichnungChartplatzierungen (Jahr, Titel, Album, Platzierungen, Wochen, Auszeichnungen, Anmerkungen) | Höchstplatzierung, Gesamtwochen, AuszeichnungChartplatzierungen (Jahr, Titel, Album, Platzierungen, Wochen, Auszeichnungen, Anmerkungen) | Höchstplatzierung, Gesamtwochen, AuszeichnungChartplatzierungen (Jahr, Titel, Album, Platzierungen, Wochen, Auszeichnungen, Anmerkungen) | Anmerkungen                                                                    |
| Jahr | Titel Album               | DE | AT | CH | UK | US | Anmerkungen                                                                    |
| ---- | ------------------------- | --- | --- | --- | --- | --- | ------------------------------------------------------------------------------ |
| 2024 | H.Y.B. Might Delete Later | — | — | — | UK29 (4 Wo.)UK | US35 (1 Wo.)US | Erstveröffentlichung: 30. April 2024 (Airplay) J. Cole feat. Bas & Central Cee |

## Sonderveröffentlichungen
| Jahr | Titel Album                          | Anmerkungen                                                                             |
| ---- | ------------------------------------ | --------------------------------------------------------------------------------------- |
| 2021 | The Great Escape City of God         | Erstveröffentlichung: 20. August 2021 Blanco feat. Central Cee                          |
| 2021 | Startn Up Geezyworld                 | Erstveröffentlichung: 27. August 2021 Ohgeesy feat. Central Cee                         |
| 2021 | Overseas Home Alone 2                | Erstveröffentlichung: 19. November 2021 D-Block Europe feat. Central Cee                |
| 2022 | Fuck the Industry Seven 7oo Mixtape  | Erstveröffentlichung: 27. Mai 2022 Seven 7oo feat. Central Cee                          |
| 2022 | West Connect Majestic                | Erstveröffentlichung: 29. September 2022 Luciano feat. Central Cee                      |
| 2022 | Don’t Like Drill Respect the Come Up | Erstveröffentlichung: 18. November 2022 Meekz feat. Central Cee                         |
| 2023 | Anthracite Vingt-deux                | Erstveröffentlichung: 20. Januar 2023 Ashe 22 feat. Central Cee                         |
| 2023 | Eurostar NI                          | Erstveröffentlichung: 30. Juni 2023 Ninho feat. Central Cee                             |
| 2023 | Nice to Meet You Heaven Knows        | Erstveröffentlichung: 10. November 2023 PinkPantheress feat. Central Cee                |
| 2023 | Too Much The First Time              | Erstveröffentlichung: 10. November 2023 The Kid Laroi feat. Central Cee & Jungkook      |
| 2024 | Meant to Be Stars Aligned            | Erstveröffentlichung: 1. März 2024 Stay Flee Get Lizzy feat. Central Cee & Fredo        |
| 2024 | Desacreditado Irrastreável           | Erstveröffentlichung: 28. März 2024 L7nnon feat. Central Cee, Edubeatz, HHR & Papatinho |
| 2024 | H.Y.B. Might Delete Later            | Erstveröffentlichung: 5. April 2024 J. Cole feat. Bas & Central Cee                     |
| 2024 | Did It First Y2K!                    | Erstveröffentlichung: 26. Juli 2024 Ice Spice feat. Central Cee                         |
| 2024 | Wave Lungu Boy                       | Erstveröffentlichung: 8. August 2024 Asake feat. Central Cee                            |
| 2025 | Dilemma Rent’s Due                   | Erstveröffentlichung: 28. März 2025 Nemzzz feat. Central Cee                            |

| Jahr | Titel Soundtrack                               | Anmerkungen                                                         |
| ---- | ---------------------------------------------- | ------------------------------------------------------------------- |
| 2021 | Measure of a Man The King’s Man: The Beginning | Erstveröffentlichung: 22. Dezember 2021 FKA Twigs feat. Central Cee |

## Statistik

### Chartauswertung
|                     | DE    | AT    | CH    | UK    | US    |
| ------------------- | ----- | ----- | ----- | ----- | ----- |
| Nummer-eins-Alben   | DE1DE | AT1AT | CH1CH | UK2UK | US—US |
| Top-10-Alben        | DE1DE | AT1AT | CH2CH | UK3UK | US1US |
| Alben in den Charts | DE2DE | AT3AT | CH3CH | UK3UK | US1US |

|                       | DE    | AT    | CH     | UK     | US    |
| --------------------- | ----- | ----- | ------ | ------ | ----- |
| Nummer-eins-Singles   | DE—DE | AT—AT | CH1CH  | UK1UK  | US—US |
| Top-10-Singles        | DE2DE | AT3AT | CH5CH  | UK11UK | US—US |
| Singles in den Charts | DE8DE | AT7AT | CH20CH | UK43UK | US7US |

### Auszeichnungen für Musikverkäufe
Das Lied Ruby (+ 200.000) wurde weder als Single veröffentlicht, noch erreichte es aufgrund von Downloads oder Streaming die Charts, dennoch erhielt es Schallplattenauszeichnungen.
| Land/RegionAuszeichnungen für Musikverkäufe (Land/Region, Auszeichnungen, Verkäufe, Quellen) | Silber       | Gold       | Platin       | Diamant     | Verkäufe  | Quellen                       |
| -------------------------------------------------------------------------------------------- | ------------ | ---------- | ------------ | ----------- | --------- | ----------------------------- |
| Australien (ARIA)                                                                            | —            | 2× Gold2   | 9× Platin9   | —           | 700.000   | aria.com.au                   |
| Belgien (BRMA)                                                                               | —            | 2× Gold2   | Platin1      | —           | 80.000    | ultratop.be                   |
| Brasilien (PMB)                                                                              | —            | Gold1      | Platin1      | —           | 60.000    | pro-musicabr.org.br BR2       |
| Dänemark (IFPI)                                                                              | —            | 6× Gold6   | Platin1      | —           | 415.000   | ifpi.dk                       |
| Deutschland (BVMI)                                                                           | —            | Gold1      | —            | —           | 300.000   | musikindustrie.de             |
| Frankreich (SNEP)                                                                            | —            | 4× Gold4   | 2× Platin2   | 3× Diamant3 | 1.799.999 | snepmusique.com               |
| Griechenland (IFPI)                                                                          | —            | Gold1      | 6× Platin6   | —           | 130.000   | Einzelnachweise               |
| Italien (FIMI)                                                                               | —            | 5× Gold5   | 2× Platin2   | —           | 450.000   | fimi.it                       |
| Kanada (MC)                                                                                  | —            | 4× Gold4   | 10× Platin10 | —           | 960.000   | musiccanada.com               |
| Neuseeland (RMNZ)                                                                            | —            | 3× Gold3   | 2× Platin2   | —           | 97.500    | aotearoamusiccharts.co.nz NZ2 |
| Niederlande (NVPI)                                                                           | —            | 4× Gold4   | —            | —           | 165.000   | nvpi.nl                       |
| Nigeria (TCSN)                                                                               | —            | —          | Platin1      | —           | 100.000   | turntablecharts.com           |
| Norwegen (IFPI)                                                                              | —            | Gold1      | —            | —           | 30.000    | ifpi.no                       |
| Österreich (IFPI)                                                                            | —            | Gold1      | 2× Platin2   | —           | 75.000    | ifpi.at                       |
| Polen (ZPAV)                                                                                 | —            | 5× Gold5   | 2× Platin2   | —           | 225.000   | olis.pl                       |
| Portugal (AFP)                                                                               | —            | 4× Gold4   | 7× Platin7   | —           | 90.000    | Einzelnachweise               |
| Schweden (IFPI)                                                                              | —            | 2× Gold2   | 3× Platin3   | —           | 320.000   | sverigetopplistan.se          |
| Schweiz (IFPI)                                                                               | —            | Gold1      | 2× Platin2   | —           | 55.000    | hitparade.ch                  |
| Spanien (Promusicae)                                                                         | —            | 3× Gold3   | 3× Platin3   | —           | 270.000   | elportaldemusica.es           |
| Ungarn (MAHASZ)                                                                              | —            | —          | Platin1      | —           | 4.000     | slagerlistak.hu               |
| Vereinigte Staaten (RIAA)                                                                    | —            | —          | 3× Platin3   | —           | 3.000.000 | riaa.com                      |
| Vereinigtes Königreich (BPI)                                                                 | 10× Silber10 | 4× Gold4   | 11× Platin11 | —           | 9.300.000 | bpi.co.uk                     |
| Insgesamt                                                                                    | 10× Silber10 | 54× Gold54 | 69× Platin69 | 3× Diamant3 |           |                               |